# Юрченко, Пётр Аксентьевич
Пётр Аксе́нтьевич (по другим данным Авксентьевич) Ю́рченко (12 декабря 1918 года — 9 сентября 1995) — советский военачальник, генерал-майор авиации, командир 13-й гвардейской Днепропетровско-Будапештской ордена Суворова тяжёлой бомбардировочной авиационной дивизии. Участник Великой Отечественной войны, Герой Советского Союза (1943).

## Биография
Родился 12 декабря 1918 года в селе Бараниковка ныне Беловодского района Луганской области (Украина) в крестьянской семье. Украинец. Окончил 7 классов и школу ФЗУ в городе Луганске. Работал на паровозостроительном заводе, учился в аэроклубе.
В Красной армии с 1937 года. В 1939 году окончил Ворошиловградскую военно-авиационную школу пилотов. В боях Великой Отечественной войны с июня 1941 года. Член ВКП(б) с 1941 года.
Заместитель командира эскадрильи 9-го гвардейского авиационного полка 7-й гвардейской авиационной дивизии 3-го гвардейского авиационного корпуса авиации дальнего действия СССР гвардии капитан Пётр Юрченко к августу 1943 года совершил 290 успешных боевых вылетов, из них 239 — ночных, на бомбардировку военных объектов в глубоком тылу противника, нанеся врагу значительный урон в живой силе и боевой технике.
Указом Президиума Верховного Совета СССР от 18 сентября 1943 года за образцовое выполнение боевых заданий командования на фронте борьбы с немецко-фашистскими захватчиками и проявленные при этом мужество и героизм, гвардии капитану Юрченко Петру Аксентьевичу присвоено звание Героя Советского Союза с вручением ордена Ленина и медали «Золотая Звезда» (№ 1740).
После войны П. А. Юрченко продолжал службу в ВВС. В 1955 году окончил Военно-воздушную академию. В 1960—1969 годах — командир 13-й гвардейской Днепропетровско-Будапештской ордена Суворова тяжёлой бомбардировочной авиационной дивизии (город Полтава, Украинская ССР). С 1969 года генерал-майор авиации П. А. Юрченко — в запасе.
Жил в городе Полтаве (Украина). До ухода на заслуженный отдых работал на кафедре гражданской обороны в Полтавском сельскохозяйственном институте. Умер 9 сентября 1995 года.

## Награды
- Медаль «Золотая Звезда» Героя Советского Союза;
- два ордена Ленина;
- два ордена Красного Знамени;
- орден Александра Невского;
- орден Отечественной войны I степени;
- два ордена Красной Звезды;
- медали.

## Память
- Похоронен на Центральном кладбище в Полтаве.
- Именем Героя названа улица в Полтаве, на которой установлена аннотационная доска.
- В 1983 году в Полтаве установлен памятный знак Героям авиации дальнего действия.
- В 2005 году в Полтаве установлен памятный знак Героям-землякам.

## Сочинения
- Юрченко П. А. Крылья над пламенем. — Харьков: Прапор, 1978. — 161 с.